# Karin på Äggen
Karin på Äggen eller Karin Änka var en svensk kvinna som blev dömd för häxeri. Hon var en av dem som dömdes i den berömda häxprocessen i Mora under det stora oväsendet.
Hon anklagades under rättegången mot Stor-Märet. Märets syskon berättade att deras resa till Blåkulla inte ens var halvvägs vid Trondheim, och angav Karin på Äggen, kallad "Karin Änka", som satt i publiken, som tagit paus med dem i Nidarosdomen på vägen.
Karin anklagades för att ha fört barn till Blåkulla. Vittnesmål hävdade att hon hade underhållit elden med ved i Blåkulla. Hon var misstänkt för trolldom då hon redan sjutton år tidigare hade misstänkts för trolldom. Hon medgav att hon 17 år tidigare utpekats för trolldom och sade att hon inte längre ville leva och att de gärna fick avrätta henne, men hon erkände aldrig sig skyldig till häxeri:
"Karijn på Äggen Änka, vijtes varit vedeqvinna i Blåkulla, bekienner sjelf att hon för 17. åhr sedan är utropad för Trolldom, beder taga sigh nu bort, hon begierer intet längre lefra, men af trollkonsten säger hon sigh intet veta".
Den 1 april 1669 föll domen i häxprocessen i Älvdalen dömdes sju personer som erkänt sin skuld dömdes till ovillkorlig dödsdom. Ytterligare sju personer som inte hade bekänt dömdes till villkorlig dödsdom, vilket innebar att de skulle föras till avrättningsplatsen, där de skulle återigen skulle tillfrågas om de var skyldiga, och avrättas om de bekände sin skuld, och friges om de fortsatte att neka. 
Detta omfattade Stor-Märet, Rijs Anna, Marit Nillsdotter, Kierstin Perssdotter, Mattis Michellsson, Brijta Michelsdotter och Karin på Äggen.
På avrättningsplatsen nekade samtliga av de villkorligt dödsdömda fortsatt till brott. Karin och Stor-Märet fördes till avrättningsplatsen och nekade båda två och fördes därför tillbaka till fängelset, där man fortsatte med övertalningen. De övriga fem anklagade frikändes. Karin på Äggen satt fängslad i ytterligare tre år. Hon blev slutligen satt "under guds dom", det vill säga frigiven, år 1672.